# Rák úr
Eugene Harold Rák avagy Rák úr (eredeti neve: Captain Eugene Harold "Armor Abs" Krabs, Mr. Krabs, gyakran hívják a magyar változatban is Eugene-nak) a SpongyaBob Kockanadrág című sorozat szereplője. Angol hangja Clancy Brown, magyar hangja az elsőtől a tizenegyedik évad második részéig Uri István, majd a tizenegyedik évad harmadik részétől Petridisz Hrisztosz lett. Akárcsak a legtöbb szereplő, ő is az Alkalmazott kerestetik című epizódban jelent meg először.

## Karaktere
Rák úr egy vörös rák. Alkalmazottai gyakran hívják Kapitány úrnak, mivel nagyon régen a haditengerészetnél dolgozott szakácsként. Mérhetetlenül kapzsi, egy centért is megemeli az öklét. A pénzén kívül mindössze örökbefogadott lányát, a bálna Pearl-t szereti.
Rák úr általában kék inget és lila nadrágot hord, ezt gyakran este sem veszi le.
A karakter otthona egy óriási, rozsdás, emeletes vasmacska. Felül Pearl lakik a szobájában, míg az alsóbb szinten Rák uram hálószobája található. Rendes ágya nincs, egy függőágyban szokott aludni.
Rák úr a Rozsdás Rákolló alapítója, a herkentyűburger titkos receptjének megalkotója. Réges-régen még barátok voltak Planktonnal, akivel közösen működtetett egy kifőzdét, ám akkor még borzalmas hamburgerrel. A két munkatárs összeveszett és külön utakon kezdtek járni, ekkor pedig Plankton ajtócsapódása miatt esett bele egy plusz hozzávaló az addigi hamburger receptjébe, így hozva létre a herkentyűburgert, aminek hatalmas sikere lett.
Rák úr egykori barátja, Plankton azóta is próbálja megszerezni a titkos receptet, ám mindig kudarcot vall. Más barátja nem igazán van, a legtöbbet még tengerész korszakából ismeri.